# Hannah Onslow
Hannah Lucy Onslow (Londra, 1º aprile 1998) è un'attrice britannica.

## Biografia
Nata nel borgo londinese di Havering, ha studiato recitazione alla BRIT School e alla Royal Academy of Dramatic Art, laureandosi nel 2019.
L'anno dopo ha esordito sul piccolo schermo in un episodio di L'amore e la vita - Call the Midwife, mentre nel 2022 ha fatto il suo esordio cinematografico venendo diretta da Sam Mendes in Empire of Light; sempre nello stesso anno ha interpretato il ruolo comprimario di Erika van Hegen in This Is Going to Hurt.
Nel 2023 ha interpretato il ruolo ricorrente di Elizabeth Siddal nella miniserie della Paramount+ The Doll Factory e ha recitato al cinema in Indiana Jones e il quadrante del destino e Unicorns. Nel 2024 invece ha interpretato Emily Dunn in Belgravia: The Next Chapter.

## Filmografia

### Cinema
- Empire of Light, regia di Sam Mendes (2022)
- Indiana Jones e il quadrante del destino (Indiana Jones and the Dial of Destiny), regia di James Mangold (2023)
- Unicorns, regia di Sally El Hosaini e James Krishna Floyd (2023)

### Televisione
- L'amore e la vita - Call the Midwife (Call the Midwife) - serie TV, episodio 9x3 (2020)
- Ridley Road - serie TV, episodi 1x1, 1x3, 1x4 (2021)
- This Is Going to Hurt - serie TV, 6 episodi (2022)
- The Doll Factory - miniserie TV, 5 episodi (2023)
- Belgravia: The Next Chapter - miniserie TV, 8 episodi (2024)

## Doppiatrici italiane
- Rossa Caputo ne L'amore e la vita - Call the Midwife
- Giulia Catania in Belgravia: The Next Chapter
- Luisa D'Aprile in Empire of Light